# Yasmin Fahimi
Yasmin Fahimi (25 de Dezembro de 1967, Hannover) é uma política e sindicalista alemã, membro do Partido Social Democrata da Alemanha. Ela foi é secretária-geral do seu partido em 2014/2015.
Yasmin é filha de pai iraniano e de mãe alemã. Ela estudou química na Universidade de Hanover entre os anos de 1989 e 1998.